# Lückentheorie (Kreationismus)
Die Lückentheorie (engl. gap theory, gap creationism) ist eine Hypothese des Kreationismus, die besagt, dass in der Schöpfungsgeschichte zwischen 1. Mose 1,1  und 1. Mose 1,2  eine zeitliche Lücke gesehen werden muss, da Gott gemäß Jesaja 45,18  die Erde „nicht als Einöde“ geschaffen hat. Argumentiert wird u. a. mit der möglichen Übersetzung des hebräischen hajtah mit „wurde“ statt mit „war“, womit die Übersetzung dann lauten würde: „Die Erde wurde (hajtah) wüst und leer (tohu wa bohu)“. Da dadurch ein Entwicklungsprozess suggeriert wird, der von einem anderen Zustand (also nicht leer) zu einem Zustand der Leere geführt haben muss, wird der Zustand der Leere mit einem Gericht Gottes über nicht näher genannte Wesen begründet. Somit würden lange Zeiträume möglich, die geologische Erkenntnisse über das Alter der Erde (rd. 4,6 Mrd. Jahre) mit der Bibel harmonisieren würden.
Als Teil des Alte-Erde-Kreationismus steht die Theorie im Gegensatz zum Junge-Erde-Kreationismus. Insbesondere in den USA ist die These unter dem Begriff gap theory weit verbreitet und diskutiert.

## waroderwurde?
Eine Frage in diesem Zusammenhang ist, ob nach dem hebräischen Wortlaut von Vers 2 die Erde wüst und leer (tohu wabohu) war oder aber wurde. Das hier gebrauchte Verb היה hajah (hier feminin hajta) wird je nach der genauen Verbform und dem Kontext im Deutschen mit sein oder werden wiedergegeben. Eindeutig wäre es, wenn der neue Zustand mit der Präposition le- (hajah le- = wird zu) eingeleitet würde wie in Ps 118,22  (hajta lerosch pinna = ist zu einem Eckstein geworden); das ist aber in Gen. 1,2 nicht der Fall.
Tempora oder Zeitenfolgen wie im Deutschen oder Lateinischen gibt es im biblischen Hebräisch nicht; stattdessen gibt es ein feingliedriges System von Aspekten; siehe Abschnitt Konjugation des Artikels Althebräische Grammatik. Die hier verwendete Form hajta genügt der Afformativkonjugation, beschreibt also nicht einen Ablauf, sondern einen Zustand. Damit ist ein einfaches „wurde“ nicht mehr denkbar. Meist wird eine perfektive Form des Verbs hajah, die wie hier dem Subjekt folgt, als Kopula in einem Nominalsatz aufgefasst, sodass dann „war“ die richtige Übersetzung ist. Einige Autoren argumentieren allerdings dafür, dass es um ein bereits abgeschlossenes Werden geht – daher das Perfekt –, dass also mit „war … geworden“ zu übersetzen sei. In den gängigen deutschen und englischen Bibelübersetzungen, etwa den auf Bibleserver.com vertretenen, wird Vers 2 mit „war“ wiedergegeben.

## Kritik
Es wird angemerkt, dass in der Bibel nirgendwo sonst von einem derartigen Gericht geschrieben wird; auch das katabole (Niederwurf) des NT kann nicht darauf bezogen werden. Außerdem ist die Verwendung von tohu wa bohu keineswegs zwingend als Deutung des Resultats eines Gerichts zu sehen, sondern die Beschreibung einer Leere, physisch wie psychisch. Es sei zudem theologisch fragwürdig auszusagen, dass es vor dem Sündenfall des Adam schon einen Sündenfall gegeben haben soll, wovon die Bibel nirgendwo etwas aussagt. Eine Konsequenz wäre auch, dass die Schöpfung unserer Welt eigentlich keine Schöpfung wäre, sondern eine Wiederherstellung (daher wird die Lückenlehre auch Restitutionslehre genannt). Zu den Gründen des angeblichen ersten Sündenfalls und zu den Wesen, die dort gesündigt haben sollen, macht die Bibel ebenfalls keine Angaben. Kritiker meinen daher, dass für eine These mit derartigen theologischen Konsequenzen zu wenig spricht. Lange Zeiträume können einfacher gesehen werden, wenn der Begriff die sechs Tage der Schöpfung als sechs längere Zeitperioden gesehen werden, so wie es die Verwendung des Begriffs in der Bibel erlaubt (z. B. „Tag des Herrn“).